# Inner Monologue Part 1
Inner Monologue Part 1 es el cuarto EP de la cantante y compositora estadounidense Julia Michaels, lanzado por Republic Records el 24 de enero de 2019. La mayoría de las canciones del álbum están escritas por la misma Michaels. Incluye seis canciones, entre ellas dos colaboraciones, una junto a la cantante estadounidense Selena Gomez y otra junto al irlandés Niall Horan. Michaels anunció una gira que iniciará en el segundo trimestre del 2019 en apoyo del EP.

## Lista de canciones
| Inner Monologue Part 1 |                                   |                                                                |                             |          |  |
| N.º                    | Título                            | Escritor(es)                                                   | Productor(es)               | Duración |  |
| 1.                     | «Anxiety» (feat. Selena Gomez)    | Julia Michaels · Ian Kirkpatrick · Scott Harris · Selena Gomez | Ian Kirkpatrick             | 3:30     |  |
| 2.                     | «Into You»                        | Michaels · Adam Feeney · Louis Bell                            | Bell · Frank Dukes          | 3:12     |  |
| 3.                     | «Happy»                           | Michaels · Justin Tranter · Casey Barth · Riley Knapp          | Kirkpatrick · RKCB          | 3:11     |  |
| 4.                     | «Deep»                            | Michaels                                                       | Kirkpatrick · Benjamin Rice | 2:43     |  |
| 5.                     | «Apple»                           | Michaels                                                       | Kirkpatrick · Rice          | 2:44     |  |
| 6.                     | «What a Time» (feat. Niall Horan) | Michaels · Tranter · Barth · Knapp                             | Kirkpatrick · RKCB          | 2:53     |  |
| 18:13                  |                                   |                                                                |                             |          |  |

## Posicionamiento en listas
| Listas (2019)               | Mejor posición |
| --------------------------- | -------------- |
| Australia (ARIA)            | 43             |
| Bélgica (Ultratop flamenca) | 106            |
| Bélgica (Ultratop valona)   | 172            |
| Suecia (Sverigetopplistan)  | 39             |